# Paine (Chile)
Paine ist eine Stadt in der Mitte Chiles. Sie liegt in der Region Metropolitana und hat rund 50.000 Einwohner (Stand: 2004).
Der Name der Stadt stammt aus der Sprache Mapudungun der Picunche-Indianer und heißt so viel wie Blauer Himmel.

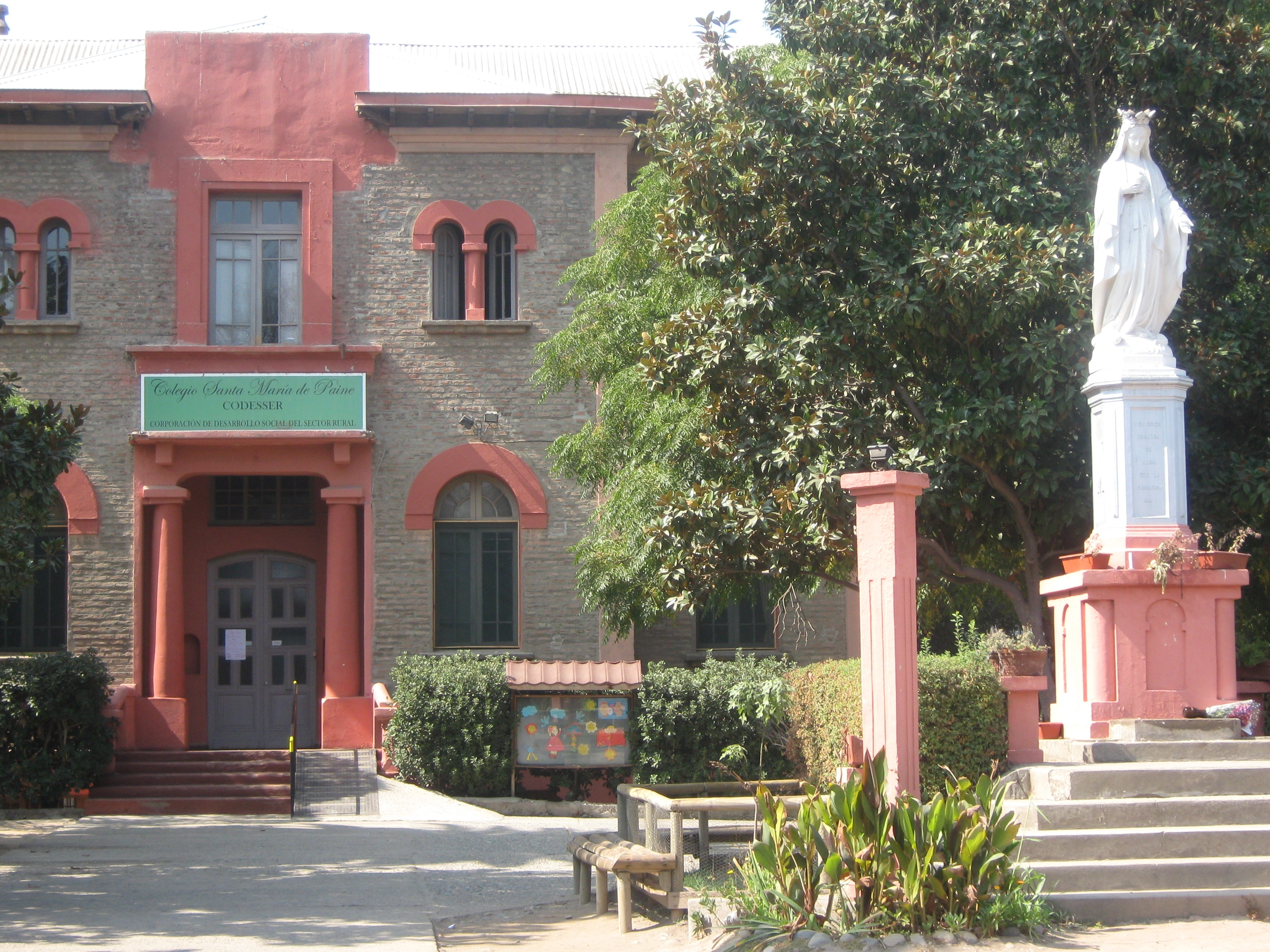
Colegio santa María de Paine

## Geografie
Die Stadt liegt etwa 50 km südlich von Santiago de Chile an der Panamericana. Sie gehört zur Provinz Maipo.

## Geschichte
Die Gegend um Paine war bereits sehr früh bevölkert. Nördlich der Stadt liegt die Inka-Festung Pucará de Chena aus dem 15. Jahrhundert. Die ersten Spanier kamen bereits um 1541 mit Pedro de Valdivia in die Gegend um Santiago de Chile.
Am 26. Dezember 1883 wurde die Provinz Maipo gegründet. Der Teilbereich Paine selbst wurde am 2. November 1885 gebildet. Die Gemeinde Paine entstand am 6. Mai 1900 und die Kommune Paine am 30. Dezember 1927.

## Wirtschaft

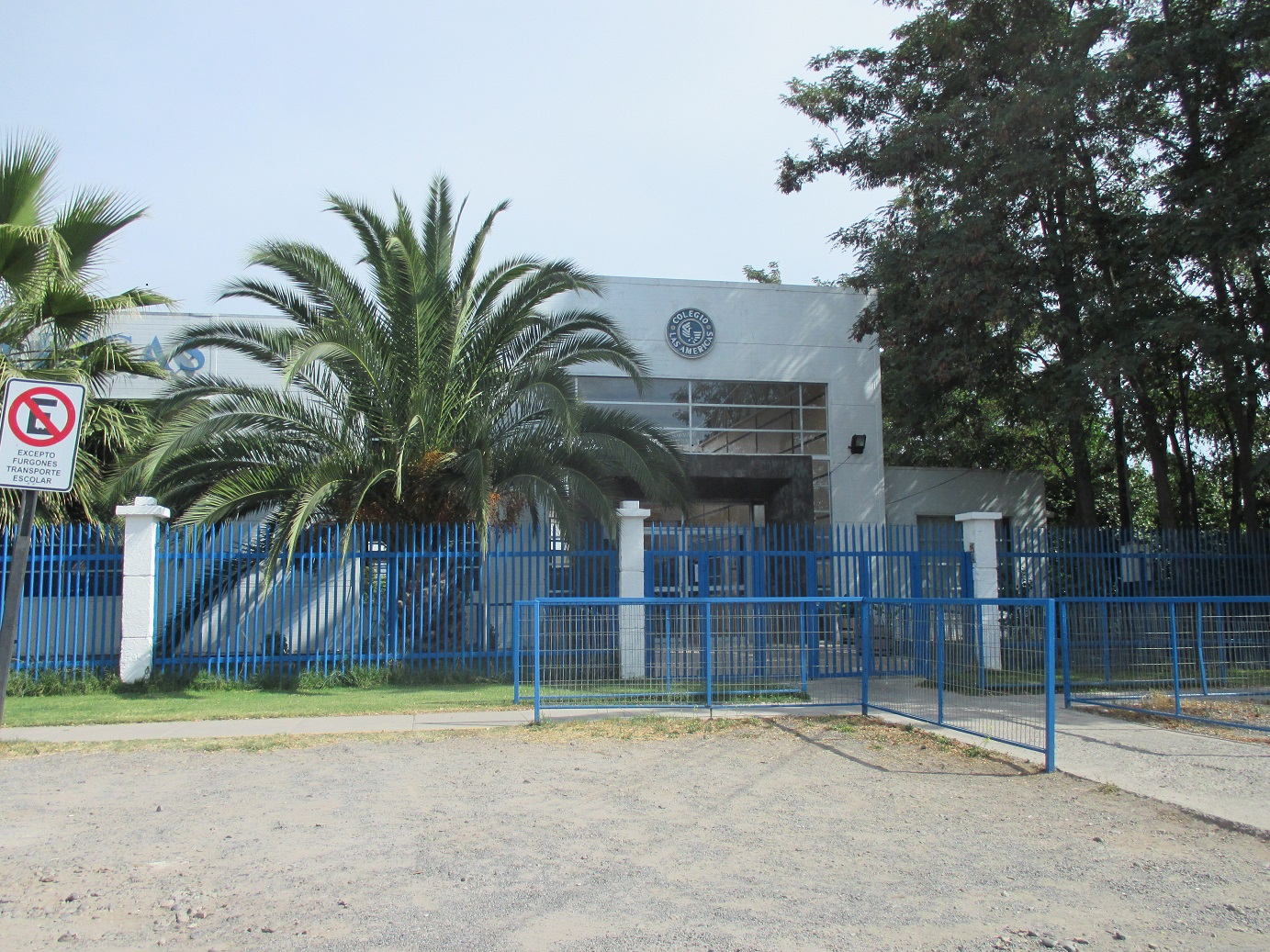
Las Americas

Paine ist geprägt von Landwirtschaft, hauptsächlich Gemüse- und Obstanbau (z. B. Anbau von Wassermelonen).

## Tourismus
Die Ruta Patrimonial Histórica Religiosa ist ein religiöser Wanderweg rund um Paine, der den Besuch mehrerer Kirchen beinhaltet.
Hier gibt es viele kleine Lagunen und Wälder. Sechs Kilometer südwestlich von Paine liegt die Laguna de Aculeo. Das sehr beliebte Wassersportgebiet mit ursprünglich 12 km² Wasserfläche trocknete 2018 komplett aus. Die hohen Berge Altos de Cantillana mit bis zu 2300 m hohen Gipfeln sind ebenfalls sehr beliebt.
Jährlich im Februar gibt es ein Folklorefest namens Festival de la Sandía de Paine.

## Persönlichkeiten
- Luis Araya (1921–2020), Fußballspieler